# Xantheranthemum
Xantheranthemum  é um gênero botânico da família Acanthaceae

## Espécie
Xantheranthemum igneum

## Nome e referências
Xantheranthemum' Lindau , 1895